# Eventos multiesportivos
Jogos poliesportivos, eventos multiesportivos ou eventos multidesportivos, são competições que envolvem vários esportes e modalidades desportivas que são disputadas juntas, geralmente, por nações que enviam as suas delegações. O evento multidesportivo mais conhecido é os Jogos Olímpicos. Abaixo segue uma lista desses jogos organizada de acordo com a localização em que ocorre.

## Mundiais
- Jogos Olímpicos de Verão
- Jogos Olímpicos de Inverno
- Jogos Paralímpicos de Verão
- Jogos Paralímpicos de Inverno
- Jogos Olímpicos da Juventude (de Verão e de Inverno)
- Jogos Mundiais
- X Games
- Jogos Mundiais Militares
- Jogos Mundiais dos Policiais e Bombeiros
- Special Olympics
- Jogos Mundiais de Esportes Mentais
- World Combat Games

## Continentais
- Jogos Pan-Americanos de Verão
- Jogos Pan-Americanos de Inverno (não são mais realizados)
- Jogos Parapan-Americanos
- Jogos Asiáticos de Verão
- Jogos Asiáticos de Inverno
- Jogos Asiáticos em Recinto Coberto (não são mais realizados)
- Jogos Asiáticos de Praia
- Jogos Asiáticos de Artes Marciais (não são mais realizados)
- Jogos Asiáticos da Juventude
- Jogos Asiáticos de Artes Marciais e Recinto Coberto
- Jogos Para-Asiáticos
- Jogos Pan-Africanos
- Jogos do Pacífico
- Jogos Europeus

## Regionais

### África
- Jogos da África Central
- Jogos das Ilhas do Oceano Índico
- Jogos do Mediterrâneo
- Jogos da Comunidade dos Estados Sahelo-Sarianos[1]

### América
- Jogos do Caribe
- Jogos Desportivos Centro-Americanos
- Jogos Centro-Americanos e do Caribe
- Jogos Sul-Americanos
- Jogos Autóctones da América do Norte
- Jogos Sul-Americanos da Juventude

### Ásia
- Jogos Centro-Asiáticos
- Jogos da Ásia Oriental
- Jogos Sul-Asiáticos
- Jogos do Sudeste Asiático
- Jogos da Ásia Ocidental
- ASEAN ParaGames (Sudeste Asiático)
- Jogos do Extremo Oriente (não é mais realizado)

### Europa
- Jogos do Mediterrâneo
- Jogos Nórdicos
- Jogos dos Pequenos Estados da Europa‎
- Festival Olímpico da Juventude Europeu

## Intercontinentais
- Jogos Afro-Asiáticos
- Jogos Pan-Arábicos (não são mais realizados)
- Jogos Pan-Armênios
- Jogos da ALBA
- Jogos da Amizade (não são mais realizados)
- Jogos Bolivarianos
- Jogos da Comunidade
- Jogos da Juventude da Comunidade
- Jogos de Inverno da Comunidade
- Jogos da Comunidade Holandesa/Neerlandesa
- Jogos da Francofonia
- Jogos da Lusofonia
- Jogos da CPLP
- Jogos Ibero-Americanos
- Jogos Insulares (da Associação Internacional dos Jogos Insulares/International Island Games Association)
- Jogos das Ilhas (do Comitê da Organização dos Jogos das Ilhas/Comité d'Organisation des Jeux des Iles/COJI)
- Jogos das Ilhas do Oceano Índico
- Jogos de Inverno do Ártico
- Jogos do Mar Negro
- Jogos do Mediterrâneo
- Surdolimpíadas
- Universíadas
- Gimnasíada
- Jogos de Arafura
- Jogos Mundiais Femininos
- Eurojogos/Eurogames
- Jogos Gay/Gay Games
- OutGames
- Jogos das Novas Forças Emergentes (GANEFO)
- Jogos Islâmicos da Solidariedade
- Jogos Islâmicos Femininos
- Jogos do BRICS